# 苗啟平
苗啟平（1893年11月17日—1958年6月7日），號允青。江蘇省睢寧縣人。民國37年（1948年）在江蘇選區當選第一屆立法委員。

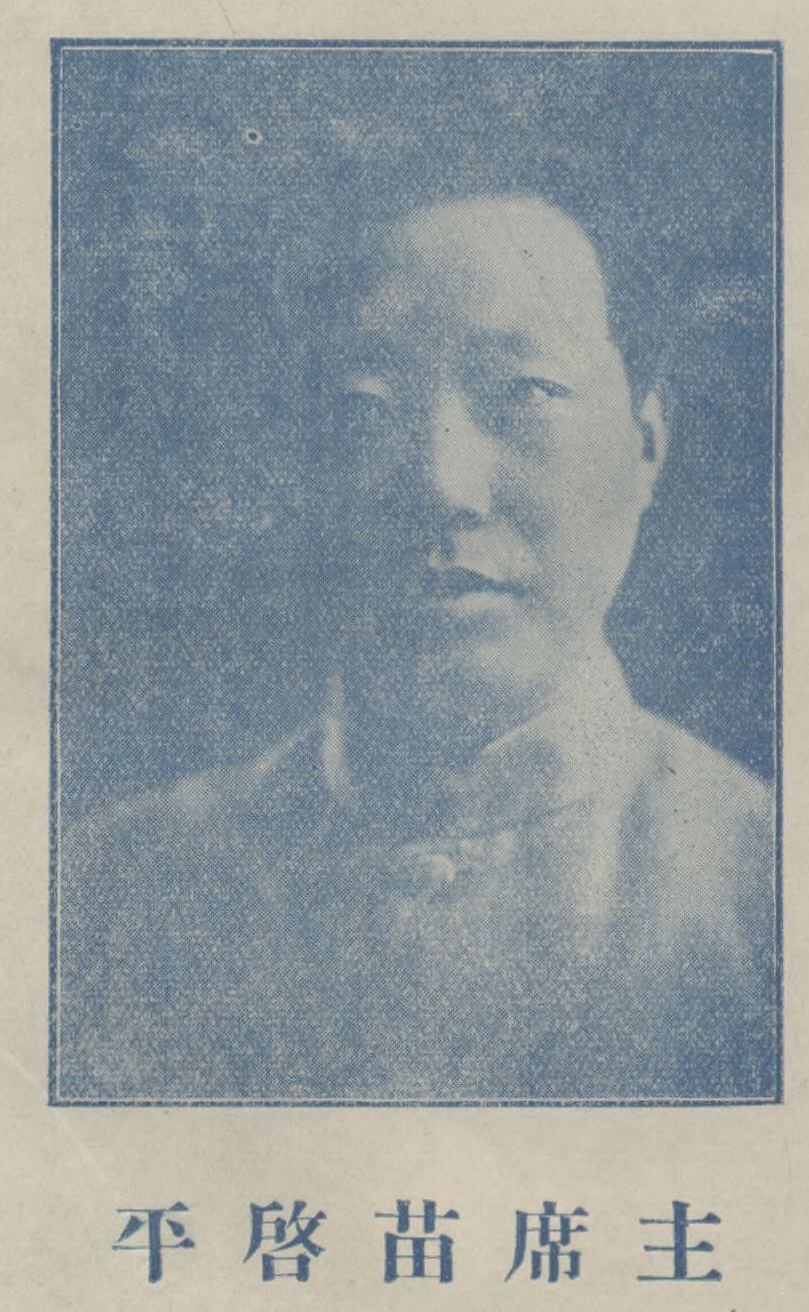

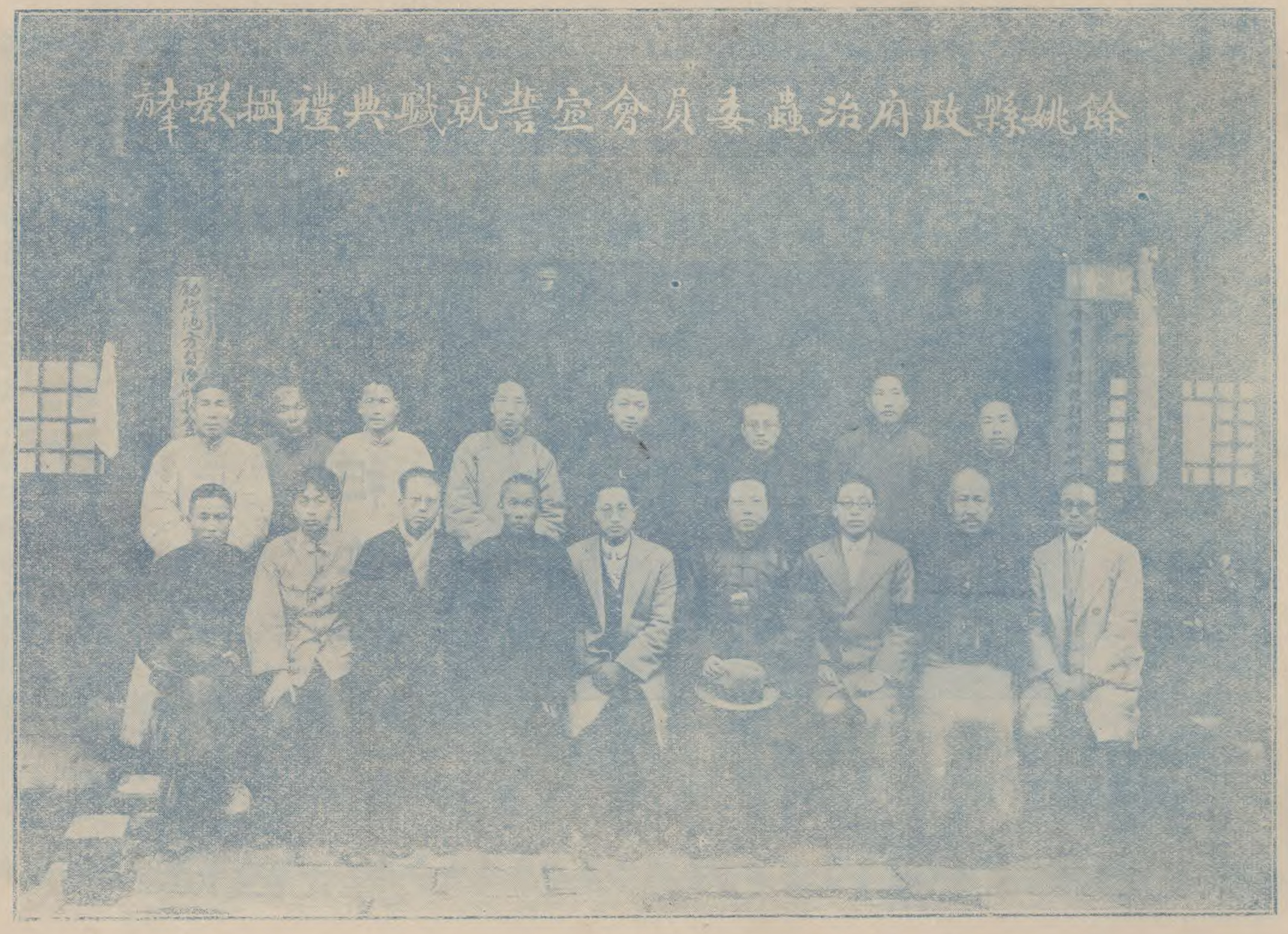
餘姚縣政府治蟲委員會宣誓就職典禮攝影十九年三月

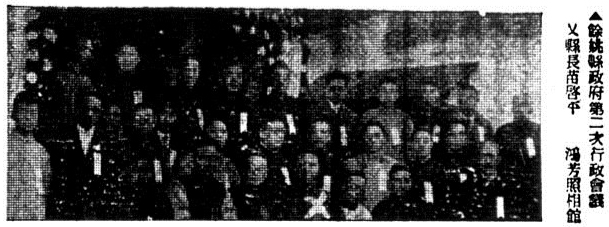
餘姚縣政府第二次行政會議×縣長苗啟平

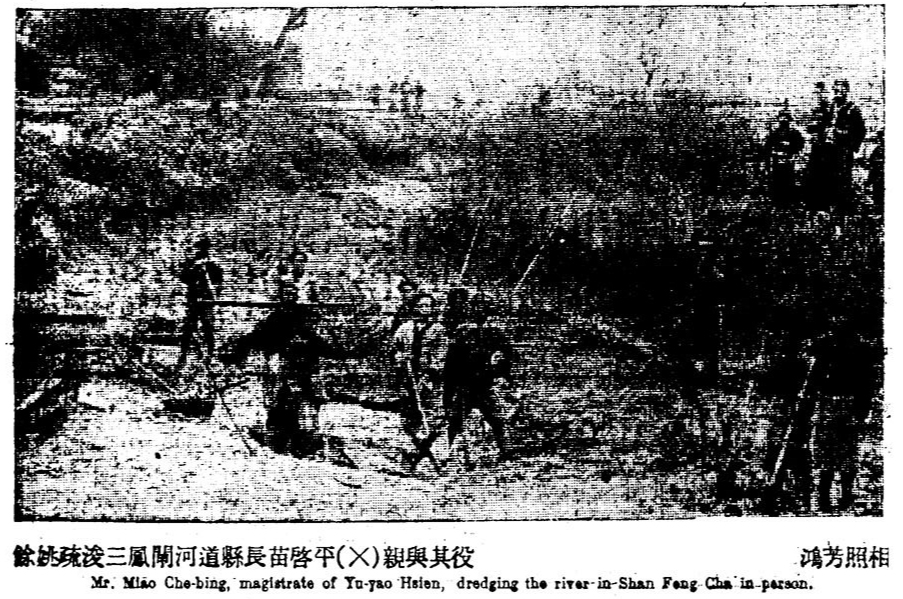
餘姚疏浚三鳳閘河道縣長苗啟平（×）親與其役

## 生平[1][2][3][4]
- 山東公立法政專門學校法律本科畢業
- 中國國民黨學術院法律系畢業
- 革命實踐研究院第二十三期結業
- 睢甯縣立師範學校校長
- 江蘇省黨部睢甯縣特派員
- 浙江餘姚縣縣長、餘姚縣黨部監察委員會常務委員
- 江蘇溧水縣縣長
- 江蘇省黨部委員兼書記長
- 江蘇省政府顧問
- 國立第一戰時師範學校校長
- 國立徐州師範學校校長
- 私立徐州中學校長
- 江蘇省立泰興師範學校校長
- 人生哲學研究會常務理事
- 中國地方自治學會理事
- 民國47年6月7日病故[5]。